# ヌールディン・トゥラビ
ムッラー・ヌールディン・トゥラビ（パシュトー語: ملا نورالدین ترابي、英語: Nooruddin Turabi、1959年 ‐ ）は、アフガニスタンのムジャーヒディーンの1人でターリバーンの古参。アフガニスタン赤新月社の副会長。

## 経歴
1959年頃または1963年頃、アフガニスタン王国カンダハール州で誕生した。
1980年代、対ソ戦で片目と片脚を失った。
1996年、ターリバーンによってアフガニスタン・イスラム首長国が建国されると、トゥラビは法務大臣に任命された。米軍侵攻によってターリバーン政権が転覆される2001年まで、トゥラビは他のイスラム諸国で廃れつつあったハッド刑を公式に復活させ、犯罪者に対して非常に過酷な刑罰を加えた。勧善懲悪省の大臣も兼任しており、トゥラビの集団は反イスラム的とみなしたカセットテープを引きちぎって木に結びつけ、イスラムの教えに反するとみなした髭を生やしていない男性を殴打した。
2002年1月9日、カンダハール州で反ターリバーン派武装勢力に降伏し、恩赦により解放されたとされる。
2012年12月31日、拘束されていたパキスタンの刑務所から釈放され、アフガニスタン和平当局者から歓迎された。
2021年、ターリバーン政権が復活するとトゥラビはアフガニスタンに帰国し、「男性だけでなく女性を含めた裁判官が事件を裁定する。アフガニスタンの法律の基礎はクルアーンになる。過去施行された刑罰が復活するだろう。」として、かつて行われた厳格な解釈に基づくシャリーアの施行を主張した。また、「安全のために泥棒の手を切ることは必要」と述べ、それが犯罪抑止効果を持っていると主張した。
2021年10月5日、政権中枢に任命される事なく、アフガニスタンの赤新月社の副会長に着任した。

## 人物
・西側のメディアの一部から、極めて保守色の強いターリバーンの中で最も強硬で荒々しい人物と評されている。
・右目、左脚の膝から下を欠損している。